# 543
Năm 543 là một năm trong lịch Julius.